# Dibrivka, Lîseanka
Dibrivka (în ucraineană Дібрівка) este o comună în raionul Lîseanka, regiunea Cerkasî, Ucraina, formată numai din satul de reședință.

## Demografie
Componența lingvistică a comunei Dibrivka
     Ucraineană (99,63%)
     Alte limbi (0,37%)
Conform recensământului din 2001, majoritatea populației comunei Dibrivka era vorbitoare de ucraineană (99,63%), existând în minoritate și vorbitori de alte limbi.